# Northumbria

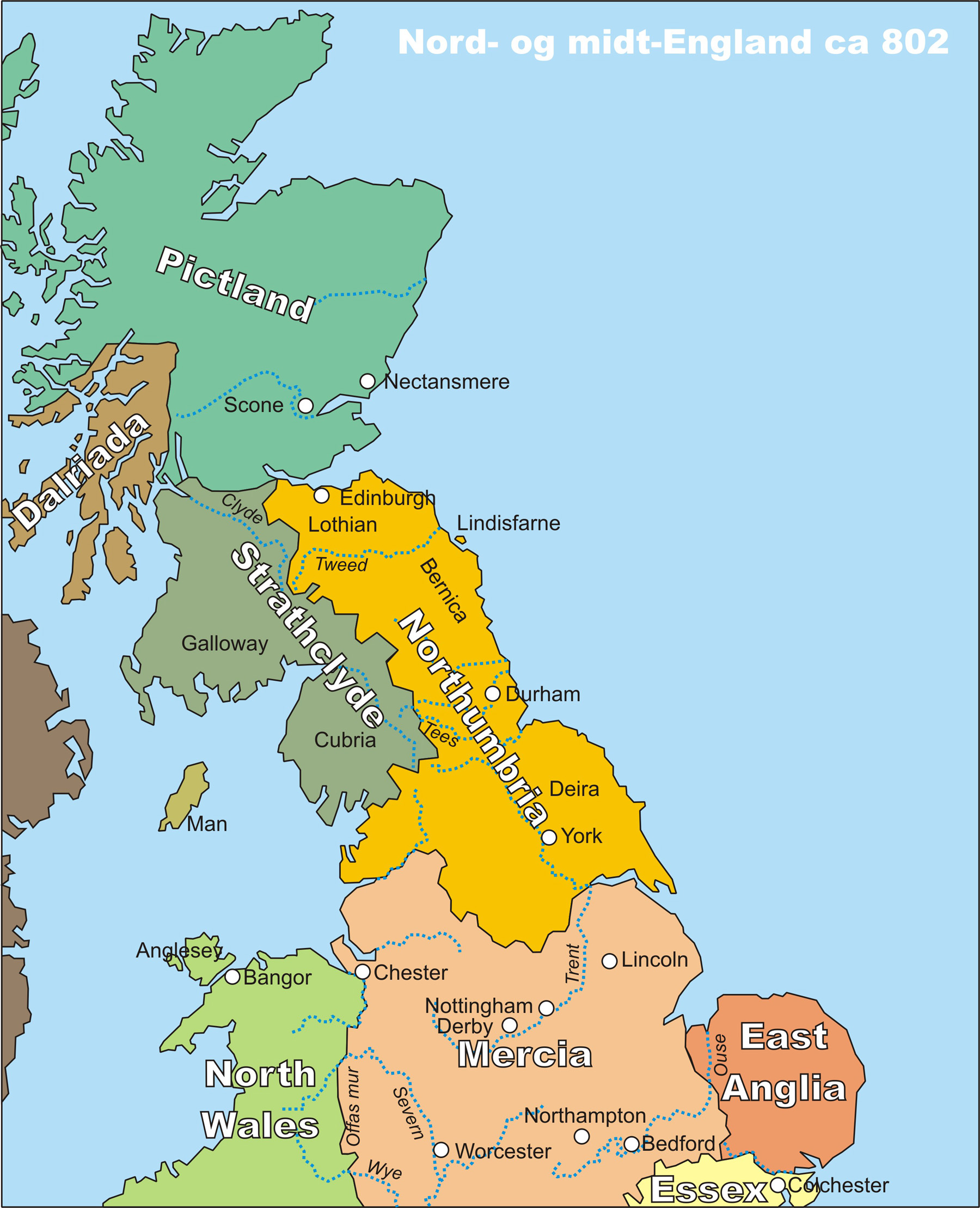
Northumbria um 800 n. Chr.

Northumbria oder Northumbrien (altenglisch Norþ(an)hymbre) war eines der angelsächsischen Kleinkönigreiche von England während der Heptarchie. Es entstand 604 durch die Vereinigung von Deira und Bernicia und bestand bis zu seiner Eroberung 867 durch dänische Wikinger.

## Geschichte
Benannt war es nach seiner Lage nördlich des Flusses Humber. Neben Mercia und East Anglia war es die dritte Reichsgründung der Angeln.

### Reichseinigung
Die unabhängigen Königreiche Bernicia und Deira wurden erstmals durch Æthelfrith von Bernicia um 604 vereinigt. Er wurde 616 in der Schlacht am Fluss Idle von Rædwald getötet, der Edwin, den Sohn von Ælle von Deira, als Nachfolger einsetzte. Nach Edwins Tod im Jahr 633 wurden Bernicia und Deira kurzzeitig wieder selbständige Reiche. 634, nach nur einem Jahr Unabhängigkeit, vereinte Oswald Northumbria wieder, aber mit seinem Tod im Jahr 642 wurde es erneut geteilt. Oswalds Bruder Oswiu herrschte bis 651 nur in Bernicia, konnte dann aber in Deira abhängige Unterkönige einsetzen. König Ecgfrith (664/670–685) stellte schließlich 679 die endgültige Einheit Northumbrias her.

### Hegemonie
Im 7. Jahrhundert erreichte Northumbria seine größte Ausdehnung. Die britischen Königreiche Elmet (616), Craven (um 675) und Dent (?) wurden Northumbria eingegliedert. Edwins (616–633) Einflusssphäre umfasste die Inseln Isle of Man und Anglesey. Zeitweilig übten Könige wie Oswald (634–642) als Bretwalda eine Oberherrschaft über Picten, Scoten, das Königreich Strathclyde und auch angelsächsische Reiche aus. Northumbrias bedeutendster Widersacher im 7. Jahrhundert war das angelsächsische Mercia. Mit der Schlacht bei Dunnichen Mere im Jahr 685, in der der northumbrische König Ecgfrith fiel, endeten die northumbrische Hegemonie im Norden sowie der Einfluss auf den Süden.

### Niedergang
Das 8. Jahrhundert war geprägt von Thronstreitigkeiten und Fehden rivalisierender Familien. Von den 14 Königen, die zwischen 705 und 806 regierten, wurden vier ermordet, sechs abgesetzt und in ein Kloster oder Exil verbannt, und zwei dankten ab und gingen freiwillig ins Kloster. Einzig König Eadberht (737–758) konnte einige Gebiete im heutigen Ayrshire (Schottland) und von Strathclyde hinzugewinnen. König Eanred (810?–840/841) musste sich 829 Egbert von Wessex unterwerfen und Northumbria wurde tributpflichtig.
Im Jahr 793 begann die Wikingerzeit mit einem Überfall auf das Kloster Lindisfarne. Es folgten zahlreiche weitere Plünderungszüge in den Sommern, und ab 850 überwinterten die Wikinger in England. 867 wurde das südliche Teilreich Deira nach der Eroberung Yorks durch das Große Heidnische Heer der dänischen Wikinger und der Gründung des Königreich Jórvík dem Danelag einverleibt. Für das nördliche Teilreich Bernicia setzten die Wikinger den dort einheimischen König Ecgberht I. als Unterkönig ein. Nach seinem Sturz 872 versuchte sein angelsächsischer Nachfolger Ricsige, Northumbria wieder aufzurichten, wurde aber bereits 874/875 wieder nach Bernicia zurückgedrängt. Um 878 eroberten die dänischen Wikinger auch das ehemalige Bernicia, welches damit vollkommen im Königreich Jorvik aufging. Im Norden unterwarf sich Ealdred (913–927) 927 dem englischen König Æthelstan (924–939). Der englische König Eadred (946–955) konnte 954 den letzten dänischen König Erik Blutaxt vertreiben und schloss damit die Rückeroberung Northumbrias ab. Ab diesem Zeitpunkt waren die lokalen Herrscher zunächst Ealdormen und danach Earls.
Northumbria blieb ein umstrittenes Territorium, nun zwischen England und Schottland. Erst mit dem Vertrag von York im Jahre 1237 wurde die Zugehörigkeit zu England endgültig geregelt.

### Northumbria heute
Heute bezeichnet Northumbria normalerweise eine etwas kleinere Region, die den Grafschaften Northumberland und County Durham in Nordostengland entspricht. Diese Region, offiziell North East England genannt, enthält den Ballungsraum von Newcastle upon Tyne. Newcastle ist auch größter Standort der Northumbria University (oder auch University of Northumbria at Newcastle), einer der großen jüngeren Universitäten in Nordengland.
Northumbria, im modernen Sinne, hat seine eigenen Traditionen, die nirgendwo anders in England zu finden sind, z. B. der Rapper-Sword-Kettenschwerttanz, Klotztänze und eine besondere Art Dudelsack namens Northumbrian Smallpipes.